# Kreml (Szuzdal)
A szuzdali Kreml (oroszul: Су́здальский кремль) a mai város déli részén, a Kamenka-folyó kanyarulatában fekszik, de felépítésekor a fejedelmi város központja volt. Szuzdalról az orosz évkönyvek 1024-ben tesznek először említést. A települést – valószínűleg a 11-12. század fordulóján – palánkkerítéssel megerősített sánccal és védőárokkal vették körül. A 15. század második felében a védműveket magasabbra emelték, 1677-ben fagerendákból készült fallal erősítették meg, 15 bástyatornyát és kapuit is gerendákból ácsolták. 1719-ben egy tűzvész során az egész védelmi rendszer megsemmisült.
Az eredetileg 1400 m kerületű, 30-35 m széles földsánc nagy része mindmáig megmaradt. Az erőd egykori főbejárata az Iljinszkij-kapu volt, ehhez csatlakoztak a sánc tetején a fából ácsolt falak. A Nyikolszkij-kapu a folyó hídjához, egy harmadik kapu a közeli Dmitrij-kolostorhoz vezetett. A Kreml területén néhány templom, a főpapi palota és az ősi Rozsgyesztvenszkij-székesegyház maradt fenn.

## A szuzdali Kreml épületei
A Rozsgyesztvenszkij-székesegyházat (Jézus születése székesegyház) korábbi templomok helyén építették fel 1222-1225 között. Az előző templomot a 11-12. század fordulóján, Vlagyimir Monomah fejedelem idején emelték, de gyenge alapozása miatt nem állt fenn sokáig. Az új székesegyház állapota is folyamatosan romlott, az idők folyamán többször átépítették. Egy tűzvész miatt 1445-ben a teteje beomlott, 1530-ban az egész felső részt újjáépítették, de már téglából, és a korábbi három helyett öt kupolával. A 18. és a 19. században több alkalommal is toldalék épületekkel bővítették. Az 1930-as években az istentiszteleteket beszüntették, a templomot bezáratták. Az 1960-as években felújították, ekkor alakult ki mai formája. 1991-től újra tartanak istentiszteletet, azóta a templomot az egyház és a helyi múzeum közösen használja. Az utolsó felújítási munkák, köztük a freskók restaurálása 2004-ben fejeződött be.
A 13. századi épületből a templom alsó része maradt fenn. A homlokzatnak ezt a részét finoman megmunkált faragás borítja. A falfelületeket növényi ornamentika, emberi arcok maszkjai és állatfigurák díszítik. A templombelsőben fennmaradt néhány 13. századi freskótöredék és az 1635-ben készült freskók nagyobb részletei. 

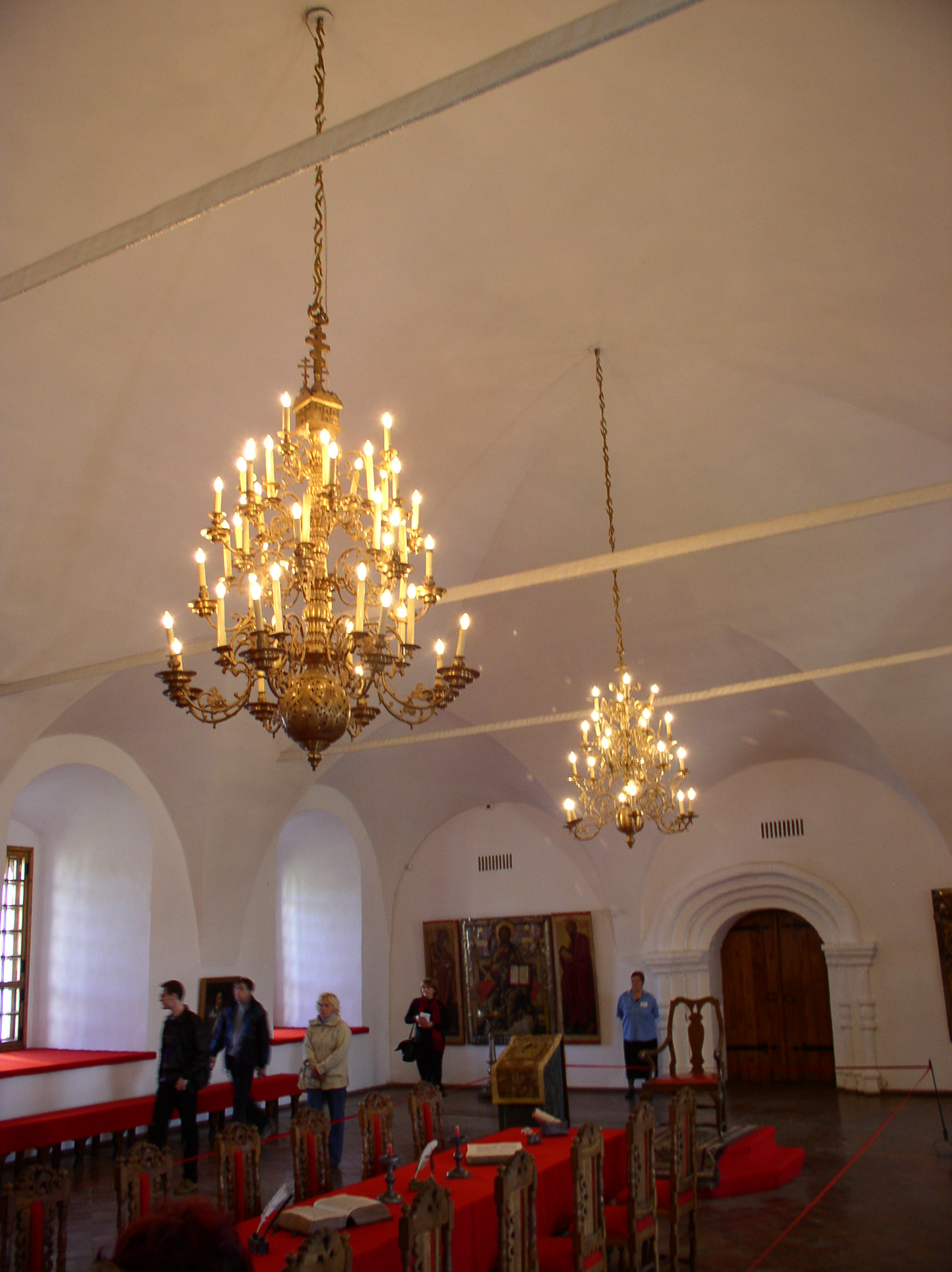
A Főpapi palota egyik terme

A Kreml építészeti együttesét a Főpapi palota teszi teljessé, melynek arculata a 15-18. században alakult ki. Első téglaépületei a 15. században a templom közelében épültek. Kissé arrébb 1559-ben készült el a kápolna a refektóriummal. A székesegyház mellett álló nyolcszögű, sátortetős harangtornyot 1635-ben emelték, középső szintje házi templomul szolgált. A legnagyobb, 18. század elejére felépült épülettömbbe beépítették a korábbi részeket is. Az új épületegyüttes központi része a 9 m magas, oszlopok nélkül készült ún. Keresztes-terem. A palota főépületének homlokzata a templomudvarra néz és minden szempontból szorosan kötődik a templomhoz, saroképületétől különösen szép galéria vezet a harangtoronyhoz.
A palota termeiben Szuzdal és vidéke történetének állandó kiállítása, Régi orosz ikonfestészeti kiállítás látható, és a berendezett Keresztes-terem is látogatható.
A Nyikolszkaja-templomot nem itt, hanem egy közeli faluban készítették 1766-ban. A szépen faragott fatemplomot 1960-ban állították fel a Kreml területén. Ez volt az első darabja a helyi faépítészeti múzeumnak, melyet egyébként a folyó túlsó oldalán alakítottak ki. A kis falusi templom a helyi népi faépítészet kiemelkedő példája. 
A szuzdali Kremlt és épületeit a Vlagyimir és Szuzdal fehér műemlékei  részeként 1992-ben felvették UNESCO világörökség listájára.